# استفراغ
استفراغ یا بالا آوردن خروج با فشار محتویات درون معده جانداران از راه دهان و گاه از راه بینی به بیرون است. این محتویات می‌تواند غذای خورده شده یا دیگر مواد درون دستگاه گوارش مانند صفرا باشد. استفراغ ممکن است به دلیل نوع ماده بلعیده شده (مثلاً غذای فاسد) یا واکنش مغز به علت وجود تومور، حاملگی، استرس‌های عصبی و غیره باشد. به حالتی که پیش از استفراغ در بیمار ایجاد می‌شود تهوع (احساس بالا آوردن) می‌گویند. اگر استفراغ ادامه داشته باشد، برای جلوگیری از پیامدهایی همچون دهیدراتاسیون  (کم آبی بدن) باید درمان گردد.‌
استفراغ با قی کردن (برگشت غذا) که غذای گوارش شده از راه مری به دهان برمی‌گردد اما بدون فشار است و منجر به جهیدن به بیرون نمی‌شود تفاوت دارد. تهوع و استفراغ یک واکنش محافظتی در پاسخ به علل متعددی هستند. این علل شامل طیف وسیعی از اختلالات، مانند شرایط کاملاً خوش‌خیم تا شرایط اورژانسی است. تهوع و استفراغ هر کدام می‌توانند به‌طور مستقل رخ دهند اما معمولاً با یکدیگر مرتبط هستند. معمولاً تهوع منجر به ایجاد استفراغ می‌شود. تهوع با رنگ‌پریدگی، تعریق، و احساس گرگرفتگی همراه است. آروغ زدن انقباضات مکرر عضلات دیافراگم و دیواره شکم است که اغلب منجر به استفراغ می‌شود یا با استفراغ همراه است

## سازوکار ایجاد
تهوع واستفراغ به وسیله تحریک وابران از مرکز استفراغ در مغز به عضلات شکم و سینه ایجاد می‌شود. نوروترانسمیترهایی که اغلب با تهوع و استفراغ همراه‌اند شامل استیل‌کولین، هیستامین، سروتونین و دوپامین است.

## درمان
بسیاری از اپیزودهای تهوع و استفراغ، به صورت حاد و خودمحدودشونده است و تشخیص بیماری براحتی بر پایه تظاهر بالینی بیمار گذاشته می‌شود. تهوع مزمن واستفراغ برای بیشتراز یک ماه برای پزشکان یک چالش تشخیصی ودرمانی است.
بسیاری از موارد تهوع واستفراغ نیازی به درمان ندارند و فقط باید رژیم غذایی تغییر کند و وضعیت مایعات بدن باید کنترل شود.
براساس شدت علایم داروهای ضد استفراغ به طریق مختلف (خوراکی، تزریقی، مقعدی) تجویز می‌شود.
داروهای رایج جهت تهوع واستفراغ شامل
آنتی‌کولینرژیک‌ها: اسکوپولامین (به انگلیسی: scopolamine)
آنتی‌هیستامین‌ها: دیفن‌هیدرامین و دیمن هیدرینات (به انگلیسی: Diphenhydramine)
بنزامیدها: متوکلوپرآمید (به انگلیسی: Metoclopramide)
بنزودیازپین‌ها: لورازپام (به انگلیسی: Lorazepam)
بوتیروفنون‌ها: هالوپریدول (به انگلیسی: Haloperidol)
کورتیکواستروییدها: دگزامتازون (به انگلیسی: Dexamethasone)
فنوتیازین‌ها: کلروپرومازین(به انگلیسی: Chlorpromazine)
آنتاگونیست‌های گیرنده سروتونین :شامل اندانسترون (به انگلیسی: Ondansetron)گرانیسترون (به انگلیسی: Granisetron)، دولاسترون (به انگلیسی: Dolasetron)
اندانسترون، گرانیسترون و دولاسترون جهت جلوگیری از تهوع واستفراغ متعاقب شیمی‌درمانی و رادیوتراپی استفاده می‌شوند. این داروها همچنین در تهوع و استفراغ بعد از عمل، نیز موثرند. اما داروهای ارزانتر مانند دگزامتازون و دروپریدول نیز اثر مشابهی دارند.
آنتاگونیست‌های دوپامین: شامل فنوتیازین‌ها، بوتیروفنون‌ها و بنزامیدها از طریق بلوک رسپتورهای دوپامینی عمل می‌کنند.
فنوتیازین‌ها اغلب برای تهوع و استفراغ شدید مؤثر نیستند و عوارض جانبی بالایی نظیر خواب آلودگی، افت فشارخون و عوارض اکستراپیرامیدال (به انگلیسی: extrapyramidal)دارد.
متوکلوپرامید: برای تهوع واستفراغ شدید موثرتر ولی عوارض جانبی بالا یی دارد
آنتی‌هیستامین‌ها و آنتی‌کولینرژیک‌ها در جلوگیری از تهوع واستفراغ مرتبط با اختلالات گوش داخلی، بیماری حرکت، سرگیجه ومیگرن موثرند گاهی این داروها منجر به گیجی در فرد می‌شوند
بنزودیازپین‌ها این داروها در استفراغ ناشی از بیماری‌های روانی و عصبی موثرند.

## علت های استفراغ
استفراغ دو علت دارد یکی مرکزی و دیگری محیطی (رفلکسی)
از علل مرکزی
- داروهای شیمی‌درمانی و نارکوتیک‌ها
- عفونت‌های حاد خصوصاً در بچه‌ها
- علل متابولیک:حاملگی (اول صبح‌ها)، اورمی،DKA، هایپرکلسمی

از علل رفلکسی
- التهاب و تحریک GI
  - آپاندیسیت
  - کوله سیستیت
  - پانکراتیت
  - گاستریت حاد یا پریتونئت‌ها
  - گاستروانتریتهای ویروسی یا باکتریایی
- مواد استفراغ‌آور مثل ایپکاک
- زخم گوارشی (بلافاصله بعد از خوردن غذا)

انسداد
- انسداد رودهٔ کوچک یا بزرگ (در شرح حال بیمار استفراغ با بوی مدفوع دارد)
- تنگی پیلور یا آشالازی و..(استفراغ چند ساعت بعد غذا و حاوی تکه‌های گوارش نشده)

علل عصبی-مرکزی
- افزایش فشار داخل مغزICP
- لابیرنتینیت گوش داخلی
- آسیب سر
- میگرن
- بیماری حرکت

علل روانشناختی
- تصاویر و بوهای زننده
- آنورکسی و بولیمی

سایر علل
- MI
- درد شدید مثل تورشن بیضه‌ها
- بدخیمی‌های وسیع